# 米歇尔·罗卡尔
米歇尔·罗卡尔（Michel Rocard，1930年8月23日—2016年7月2日）法国政治家，曾任法国社会党第一书记（1993－1994）和法国总理（1988－1991）。

## 政治生涯
罗卡尔诞生于上塞纳省库尔伯瓦一个基督新教家庭，父亲是核物理学家伊夫·罗卡尔。罗卡尔就读于巴黎政治学院，作为学生领袖从政。就读国立行政学院（École Nationale d'Administration）时任法国社会党前身工人國際学生会主席。作为一个财务督察（高级官员）和反殖民主义者，阿尔及利亚独立战争期间（1954年至1962年），他前往阿尔及利亚就广泛忽视难民营写了报告。这份报告1959年4月被泄露给报纸世界报和法兰西观察家。
因为居伊·摩勒对阿尔及利亚战争的立场，罗卡尔离开了工人國際，从1967年至1974年他领导统一社会党。在法国1968年五月风暴危机中，他支持自动工人自我管理项目。他竞选1969年总统选举，但只获得3,6%的选票。几个月后，他击败前总理莫里斯·顾夫·德姆维尔被选为伊夫林省代理。在1973年他失去了他在议会的席位，1978年重新当选。
在1973-74期间，他参加了LIP（法国发条品牌）冲突，和工人一起卖手表，试图找到一个雇主回厂，对付濒临被清算。
1974年，他加入了弗朗索瓦·密特朗和新的社会党，1977年当选孔夫朗-聖奧諾里訥市长。他率领反对密特朗的党内右翼候选人，1978年的立法选举失败后离开领导位置。尽管他与社会党的二号人物皮埃尔·莫鲁瓦联盟，他还是在梅斯国会(是法国社会党第七次全国代表大会的地点)失败。作为最受欢迎的社会党政治家，他宣布参加总统竞选失败。密特朗是社会党胜出的1981年总统候选人。
从70年代到90年代，米歇尔·罗卡尔的社会党内右翼集团被称为"les rocardiens"，主张重新对准法国社会主义透过清晰的接受市场经济，更分散和减少国家控制。它在很大程度上影响到北欧社会民主主义，并站在反对密特朗的国有化初步议程－法国110提議，尽管如此"rocardiens"始终仍是一个少数派。

## 法国总理
在密特朗第一次总统任期时，从1981年至1983年他是领土和发展规划部长，从1983年至1985年任农业部长。由于他反对立法选举改实行比例代表制，他辞去内阁职务。他希望密特朗不会竞选连任，以便在1988年总统选举竞选。
密特朗连任后，他被选为总理。他组建内阁任用4个中间偏右的部长。作为总理，他领导马蒂尼翁協議解决新喀里多尼亚的地位方面问题，从而结束了这个海外领地的困扰。他的政绩还包括减少失业和大规模改革福利国家的融资体系。他创造了最低生活保障工资收入。1991年当他的民望下跌，密特朗迫使他辞职，此后经过是社会党在1993年國會选举慘敗，他鼓吹"政治大爆炸"，没有任何效果。罗卡尔站在社会党的领导位置仅一年，部分原因是社会党在1994年欧洲议会选举彻底失败。由于社会党失败，他失去最后一次机会参加次年的总统竞选。
1993年失去了他的代理座椅，1995至1997年他成为伊夫林省参议员。他的支持者与社会党候选人利昂内尔·若斯潘成为盟友，若斯潘在1997-2002年出任总理。自1994年以来，他一直是欧洲议会议员，主持发展与合作委员会（1997-1999），就业和社会事务委员会（1999-2002）和文化，青年，教育，媒体和体育委员会。

## 罗卡尔内阁（1988.5.12- 1991.5.15）
- 罗卡尔 - 总理
- 让-皮埃尔·舍韦内芒 – 国防部长
- 洛朗·迪马 – 外交部长欧洲事务部长
- 埃迪特·克勒松 – 欧洲事务部长
- 让-皮埃尔·舍韦内芒 – 国防部长
- 皮埃尔·若克斯 – 内政部长
- 皮埃尔·贝雷戈瓦 – 经济，财政，预算和私有化部长
- 罗歇·弗朗 – 工业部长
- 米歇尔·德勒巴尔 – 就业和社会事务部长
- Pierre Arpaillange – 司法部长
- 利昂内尔·若斯潘 – 国家教育，体育，研究和技术部长
- 雅克·朗 – 文化与传播部长
- 亨利·纳莱 – 农业和林业部长
- 莫里斯·富尔 – 住房和设备部长
- 路易·梅尔马兹 – 交通部长
- Jean Poperen – 与议会关系部长
- 雅克·佩尔蒂埃 – 合作与发展部长
- 保罗·吉勒 – 邮政，通讯和空间部长
- 米歇尔·杜拉弗 – 公务员事务部长
- 罗歇·弗朗 – 对外商务部长
- 路易·Le Pensec – 海外省部长

| 前任： 费尔南德·伊卡尔 | 法国领土发展和规划部长 1981年-1983年 | 繼任： —               |
| 前任： 埃迪特·克勒松   | 法国农业部长 1983年-1985年           | 繼任： 亨利·纳莱       |
| 前任： 雅克·希拉克     | 法国总理 1988年-1991年               | 繼任： 埃迪特·克勒松   |
| 前任： 洛朗·法比尤斯   | 法国社会党第一书记 1993年-1994年     | 繼任： 亨利·埃玛纽埃利 |